# Nicolas d'Hénin de Cuvillers
Pour les articles homonymes, voir Henin.
Nicolas d’Hénin de Cuvillers, né le 29 août 1691, mort le 16 juin 1724, est un magistrat et mécène français.

## Sources
- Notices historiques généalogiques et héraldiques sur la famille Hénin de Cuvillers et sur les différentes maisons qui y sont mentionnées, Paris, Gillé, 1789, p. 56-7.
- Nicolas Viton de Saint-Allais, Nobiliaire universel de France, ou recueil général des généalogies historiques des maisons nobles de ce royaume, t. 8, Paris, chez l’auteur, 1816, 499 p. p. 72-3.